# Криві Коліна
Криві́ Колі́на — село в Україні, у Тальнівській міській громаді Звенигородського району Черкаської області.
До 2020 адміністративний центр однойменної сільської ради, розташоване за 17 км на південний схід від  — м. Тального. У селі мешкає 717 людей.

## Етимологія
Назва пішла від кривих поворотів річки Гірський Тікич, де село й розташоване.

## Історія
Село постраждало внаслідок геноциду українського народу, проведеного окупаційним урядом СССР 1923—1933 та 1946–1947 роках.

## Економіка
- Завод з переробки зернових культур ТОВ «МОВЕР МІЛ». Підприємство потужністю 350 тонн борошна на добу збудоване на базі автоелеватора загальною місткістю 20 тисяч тонн. Продукти переробки — борошно, негранульовані висівки, манна крупа — надходитимуть у продаж під новою торговою маркою «Перший млин».[2]

## Символіка
Затверджена 24 лютого 2020 р. рішенням № 50/52 L сесії сільської ради VII скликання. Автори — К. М. Богатов, В. М. Напиткін.

### Герб
В зеленому щиті вписані золоті крила вітряка, покладені дугоподібно-клинчасто, парні понижено обтяжені лазуровими балками, крила супроводжувані золотим трипільським візерунком, також покладеним дугоподібно-клинчасто. Щит вписаний в золотий декоративний картуш і увінчаний золотою сільською короною. Унизу картуша напис «КРИВІ КОЛІНА» і «1775».
Зелене і золоте — кольори природи і зерна, крила вітряка — символ землеробства і виробництва борошна, лазурові балки — символ вигинів ріки Гірський Тікич, що дали назву селу (герб є промовистим). Трипільський візерунок — символ давнього трипільського поселення, що існувало на місці сучасного села.

### Прапор
На зеленому полотнищі з співвідношенням сторін 2:3 вписані жовті крила вітряка, покладені дугоподібно, парні понижено обтяжені лазуровими вузькими лініями, крила супроводжувані жовтим трипільським візерунком, також покладеним дугоподібно.

## Культура та релігія
У 2-й половині 2000-х років у селі добудовано загальноосвітню школу (нове приміщення), зведено приміщення для міліційного відділку. А 23 вересня 2007 року в Кривих Колінах було освячено новий Свято-Воскресенський храм УПЦ Київського Патріархату. 2008 року в селі відкрили меморіальний комплекс «Пам'яті жертв Голодомору».
21 листопада 2009 року в Кривих Колінах за участі Президента України Віктора Ющенка та Голови Черкаської облдержадміністрації Олександра Черевка було урочисто відкрито прибудований до школи сучасний Центр освіти, культури, духовності та дозвілля. Центр має у своєму складі концертний зал на 360 місць, дошкільний навчальний заклад і початкову школу. Також у цей день відкрили пам'ятник Тарасові Шевченку (скульптор Олександр Хівренко, архітектор Анатолій Дітковський та каменяр Василь Коржов) у центрі села та 18 км реконструйованого асфальтованого шляху, що з'єднав село з містом Тальним.
Чималу допомогу, зокрема фінансову, у здійсненні масштабних проектів у селі надає місцевий меценат Володимир Мовчан.

## Постаті
- Жовтобрюх Артем Олегович (1997—2018) — старший матрос Збройних сил України, учасник російсько-української війни.
- Олійник Василь Йонович (* 1926) — краєзнавець, поет, гуморист.
- Пащина Любов Василівна (?, Криві Коліна — 2020[джерело?]) — українська перекладачка, лавреатка премії журналу «Літературний Тернопіль» за 2019 рік[4].
- Царюк Андрій Васильович (1922—2012) — відмінник народної освіти УРСР, учасник Другої світової війни.
- Фурман Анатолій Васильович (* 1957) — український психолог, педагог, соціолог, методолог, журналіст, поет, доктор психологічних наук, професор.

## Виноски
1. ↑  Криві Коліна
2. ↑  На Черкащині відкрився завод з переробки зернових культур під маркою «Перший млин». Архів оригіналу за 22 лютого 2019. Процитовано 22 лютого 2019.
3. ↑  Нікітеко Людмила Рівна дорога до Кривих Колін. На Черкащині Віктор Ющенко відкрив пам'ятник Шевченку і Центр освіти та розповів, чому йому не соромно за кожен президентський день [Архівовано 30 березня 2014 у Wayback Machine.] // «Україна Молода» № 219 за 24 листопада 2009 року
4. ↑  Семеняк В.Нагороджено лавреаток премії журналу «Літературний Тернопіль» [Архівовано 21 лютого 2020 у Wayback Machine.] // tenews.org.ua. — 2019. — 19 грудня. — 12:43.